# Newkirk (Nuevo México)
Newkirk es un lugar designado por el censo (en inglés, census-designated place, CDP) ubicado en el condado de Guadalupe, Nuevo México, Estados Unidos. Según el censo de 2020, tiene una población de 8 habitantes.
La histórica Ruta 66 pasa por la localidad.

## Geografía
Está ubicado en las coordenadas 35°3′49″N 104°16′17″O / 35.06361, -104.27139. Según la Oficina del Censo de los Estados Unidos, tiene una superficie de 2.82 km², correspondientes en su totalidad a tierra firme.

## Demografía
Según el censo de 2020, hay 8 personas residiendo en la localidad. La densidad de población es de 2.84 hab./km². El 87.50% de los habitantes son blancos y el 12.50% es de una mezcla de razas. Del total de la población, el 50.00% son hispanos o latinos de cualquier raza.